# Radio City Music Hall
Radio City Music Hall je zábavní podnik a divadlo na adrese 1260 Avenue of the Americas v Rockefellerově centru ve čtvrti Midtown Manhattan. Přezdívá se mu „The Showplace of the Nation“ a je sídlem tanečního souboru the Rockettes. Radio City Music Hall navrhli Edward Durell Stone a Donald Deskey ve stylu art deco.
Radio City Music Hall byla postavena na pozemku, který byl původně určen pro Metropolitní operu, ačkoli plány na operní dům byly v roce 1929 zrušeny. Otevřena byla 27. prosince 1932 jako součást výstavby Rockefellerova centra. Music Hall s kapacitou 5960 míst byla větším ze dvou sálů postavených pro část Rockefellerova centra „Radio City“, druhým bylo Center Theatre. Název „Radio City“ se později začal používat pouze pro Music Hall. Do 70. let 20. století, kdy klesající návštěvnost přivedla divadlo téměř k bankrotu, bylo do značné míry úspěšné. V květnu 1978 byla Radio City Music Hall prohlášena za newyorskou památku, byla obnovena a mohla zůstat otevřená. V roce 1999 prošlo divadlo rozsáhlou rekonstrukcí.
Čtyřstupňové hlediště Radio City bylo v době svého otevření největší na světě. V divadle se nachází také řada uměleckých děl. Ačkoli Radio City Music Hall byla původně určena k pořádání jevištních představení, do roka po otevření bylo přestavěno na filmový palác, kde se až do 70. let 20. století konala představení ve formátu film a jeviště a kde se uskutečnilo několik filmových premiér. Nyní se v něm konají především koncerty, včetně koncertů předních popových a rockových hudebníků, a živá jevištní představení, jako je například Radio City Christmas Spectacular. Music Hall hostila také televizní akce, včetně předávání cen Grammy, Tony Awards, Daytime Emmy Awards, MTV Video Music Awards, draftu NFL a také slavnostních promocí na Newyorské univerzitě a Barnard College. 